# Айвієксте
Айвієксте (латис. Aiviekste — річка в Латвії впадає в Даугаву. Довжина — 114 км. площа басейну — 9160 км². Витікає з озера Лубанас.
Витік річки знаходиться у Мадонському краї. Далі Айвіексте протікає по кордону з Балвського і Ругайскому краю, по Лубанському і Йованському краю. У нижній течії по річці проходить кордон між Плявінським і Крустпілськім краями.
На річці знаходиться Айвієкстська ГЕС потужністю 0,8 МВт.  Творцями гідроелектростанції були латиські архітектори K. Zadde, E. Lūsis і F. Ansons. Першу енергію станція дала в 1925 році. Це була перша велика гідроелектростанція в Латвії і до споруди Кегумської ГЕС, тобто до 1938 року, Айвієкстська ГЕС була найпотужнішою в Латвії.
В даний час Айвієкстська ГЕС разом з Айназькою вітроелектростанцією (ВЕС) з потужністю 1,2 МВт відноситься до найменших електростанцій, що входять в компанію Latvenergo. Сьогодні вона генерує приблизно 0,1 % всієї енергії, виробленої в Латвії.
Річка багата ресурсами, зокрема рибою . Тут ловляться щука, лящ, окунь, плітка, лин, вугор, місцями зустрічаються короп і сом.
Правилами риболовлі в Латвії заборонено рибальство на річці Айвіексте в зоні 500 метрів вниз за течією від греблі Айвієкстської ГЕС. На берегах гніздяться птахи, по річці відбуваються туристичні сплави.

## Притоки

### Праві притоки
- Ітча,
- Пієстіня,
- Педедзе
- Лієде,
- Куя,
- Свєтупе,
- Арона (річка),
- Весета.

### Ліві притоки
- Звідзе,
- Іслєня.